# Azul ruso
El azul ruso es una de las razas de gato doméstico más antiguas y populares del mundo. Es reconocida por todas las organizaciones felinológicas internacionales. Son gatos de tamaño medio y pelo corto plateado, fácilmente distinguibles de otras razas. El azul ruso es famoso por ser un gato inteligente y afectuoso, que disfruta del contacto con los humanos y es ideal para la vida en familia.[cita requerida]

## Origen

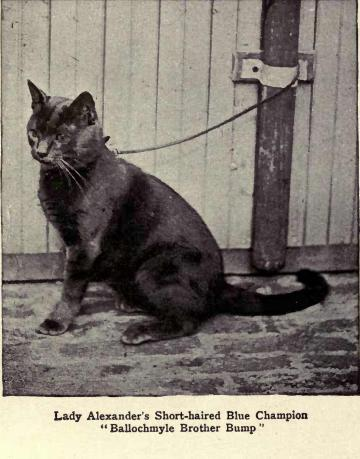
Gato azul de pelo corto, año 1902

El azul ruso es una de las razas más antiguas del mundo. Su historia oficial comienza en los tiempos de la creación de la felinología.[cita requerida]
Es muy complicado rastrear los orígenes de la raza, ya que la mayoría de la información de la que se dispone, son testimonios indirectos, leyendas y suposiciones. Por ejemplo, se cree que los primeros ejemplares llegaron a Inglaterra  en las naves mercantes desde la ciudad portuaria de Arcángel en el norte de Rusia (por eso también fueron conocidos como gato arcángel).
En la primera exposición de gatos en Inglaterra (1875, Crystal Palace en Londres) todos los gatos azules se mostraban juntos, unidos por el color y la longitud del pelo. En 1912 los felinologos británicos asignaron la raza autóctona de los gatos como una raza distinta, "British Shorthair", mientras los demás gatos azules de pelo corto se llamaban "azules extranjeros". Esto continuó hasta 1939, cuando la raza azul ruso recibió oficialmente su nombre actual, y fue adoptado un estándar con sus características básicas.
Tras la Segunda Guerra Mundial la raza azul ruso estuvo a punto de desaparecer. Para restaurar el número de azules rusos, los criadores tuvieron que recurrir al empleo de gatos británicos de pelo corto y siameses azules (blue point). Así consiguieron mejorar el color de ojos, pero el tipo se acercó al oriental. En los años 60 se prohibieron los cruces con otras razas, y se tomó el curso hacia la apariencia original del azul ruso.

## Rasgos físicos y tipos de azul ruso

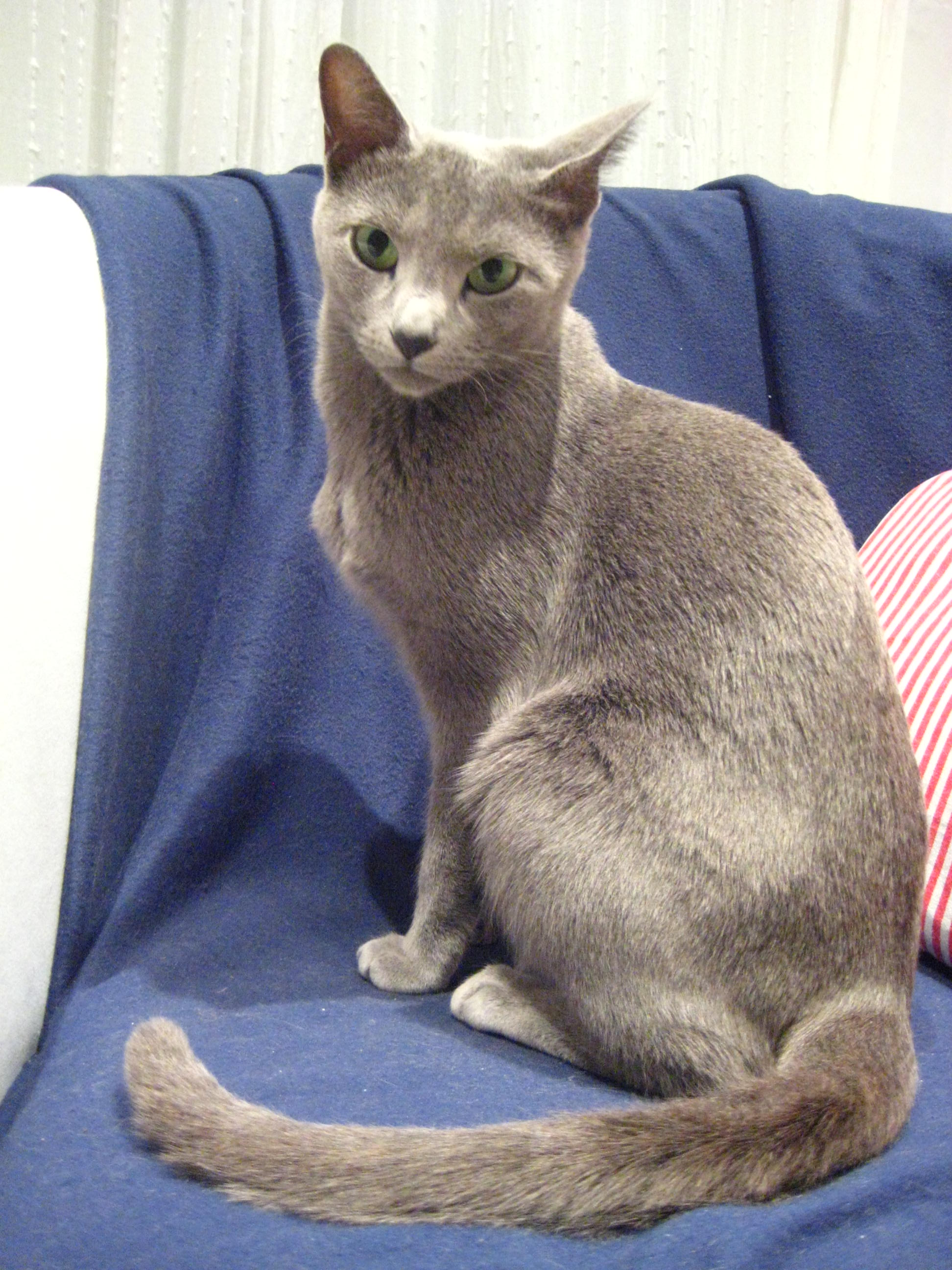
Hembra azul ruso

El azul ruso es un gato de tamaño mediano, con un cuerpo esbelto y elegante, patas largas y altas, cabeza triangular. El pelo es muy corto y de un tono azul claro, con una textura de doble capa, con subpelo muy espeso, muy diferente a la de cualquier otra raza y constituye el auténtico distintivo de esta raza. El color del manto es de un tono gris azulado, con reflejos plateados, lo que se debe a que las puntas de los pelos están desprovistas de pigmento.
La cabeza del azul ruso es cuneiforme, particularmente ancha a nivel de los ojos, con hocico corto, perfil recto, mentón fuerte y las almohadillas de los bigotes prominentes. Los ojos son bastante grandes y de forma almendrada, de un color verde intenso. Las orejas son altas, de base ancha y dirigidas hacia delante.
Debido a que existían varios puntos de formación de la raza, surgieron varios tipos dentro de la misma. El estándar de este gato se ha desarrollado diferentemente en cada lado del Atlántico, generalmente los gatos norteamericanos y japoneses siguen los estándares definidos por CFA o TICA y los gatos europeos los definidos por FIFe.

### Tipo europeo
Dentro del tipo europeo pueden distinguirse tres pequeñas variantes: la inglesa, la continental y la Escandinavia. La inglesa tiene una apariencia general bastante corpulenta, con la cabeza más redondeada que cuneiforme, y un pelaje de tonalidad más bien oscura aunque con un tipping plateado muy contrastado en la capa de cubierta y aspecto muy afelpado. La base de las orejas es muy ancha, los ojos son de un precioso verde, aunque no muy grandes y bastante juntos.
El tipo continental es de talla más pequeña y una línea más estilizada y elegante que el inglés, con las extremidades largas y delgadas y la cabeza más cuneiforme que redondeada. El pelaje es muy claro y plateado y los ojos son grandes y proporcionados. Esta es la línea con que se trabaja prioritariamente en España.
El tipo escandinavo es de complexión fuerte y elegante, con cabeza cuneiforme de perfil plano y pelaje muy azulado con tipping plateado, aunque en algunos casos un poco más largo y no demasiado afelpado. Los ojos son grandes, ligeramente almendrados y de color verde esmeralda profundo.

### Tipo americano
El azul ruso americano tiene líneas muy estilizadas (casi oriental), de pequeña envergadura y cara muy angulosa. La base de inserción de las orejas es un poco más baja de lo habitual y los ojos son grandes, casi redondos y de un verde pálido. El pelaje muestra una tonalidad azul claro con un marcado tipping plateado.